# Provincia dello Zaire
La provincia dello Zaire è una delle 18 province dell'Angola. Capoluogo della provincia è la città di Mbanza Congo. Prende il nome dalla vecchia denominazione del fiume Congo. Ha una superficie di 40.130 km² ed una popolazione di 382.996 (stima del 2009).

## Geografia fisica
La provincia è situata nella parte nord-occidentale del paese, al confine con la Repubblica Democratica del Congo, si estende sulla costa atlantica fra i fiumi Loge e l'estuario del Congo.

## Geografia antropica
La Provincia dello Zaire è suddivisa in 6 municipi e 37 comuni.

### Municipi
- Cuimba, Mbanza Congo, N'Zeto, Noqui, Soyo, Tomboco.

### Comuni
- Kanda, Kelo, Kiende, Kindeji, Kinzau, Kiximba, Kuimba, Loje-Kibala, Luvu, Mangue Grande, Mbanza Kongo, Mbuela, Mussera, Nkalambata, Nóqui, Nzeto, Pedra de Feitiço, Soyo, Sumba, Caluca, Nadinba, Buela, Luvaca, Lufico, Mpala Lulendo, Loge, Tomboco, Quingombe, Caluca, Nadimba, Buela, Luvaca, Lufico, Mpala Lulendo, Loge, Tomboco, Quingombe.